# 广岛机场
廣島機場（日语：／ Hiroshima kūkō */?）是一座位於日本廣島縣三原市的民用機場，也是中國地方最大的機場。

## 歷史
- 1993年10月：新廣島機場開始使用。位於廣島市的舊廣島機場成為廣島縣政府管理的「廣島西機場」。
- 1994年：新廣島機場更名為廣島機場。
- 1999年：首列廣島電鐵5000型電車由德國法蘭克福機場以安-124送抵廣島機場，是世界首次以運輸機運送鐵路車輛。
- 2001年：跑道由2,500公尺延長至3,000公尺，此後廣島機場可降落機種提升到長程越洋廣體積（全尺寸版波音747、波音777）標準。
- 2006年：擴建航廈，將可處理旅客量增加到500萬人次，增蓋空橋。
- 2008年：主跑道RW10方向啟用IIIa級儀器降落系統
- 2015年4月14日：韓亞航空162號班機事故，該事故造成機場儀降系統遭到破壞。
  - 5月5日：臨時加裝的第一類儀器降落系統（CAT Ⅰ）投入運作
  - 9月15日：第三A類儀器降落系統（CAT ⅢA）投入使用，9月19日第三B類儀器降落系統（CAT ⅢB）投入運行，機場儀降系統恢復回事故前性能。
- 2017年10月29日：機場使用時間此後可延長1小時，從早上7點半營運到晚上10點半
- 2021年4月20日：日本航空在廣島機場建置自助式報到機，作為新冠病毒疫情的對應方案。
- 2021年7月1日：機場經營權完成全民營化改組，由三井不動產、廣島銀行、中國電力 (日本)、馬自達等16間位在廣島縣內的公司集資成立「廣島國際機場公司」，並獲得機場（包括航廈、跑道、周邊土地）30年的特許經營權。
- 2023年1月4日，中華航空桃園至廣島的航班復飛，此班機是在2020年因嚴重特殊傳染性肺炎疫情暫停國際線航班以來首班復飛的國際線。

## 航空公司與航點

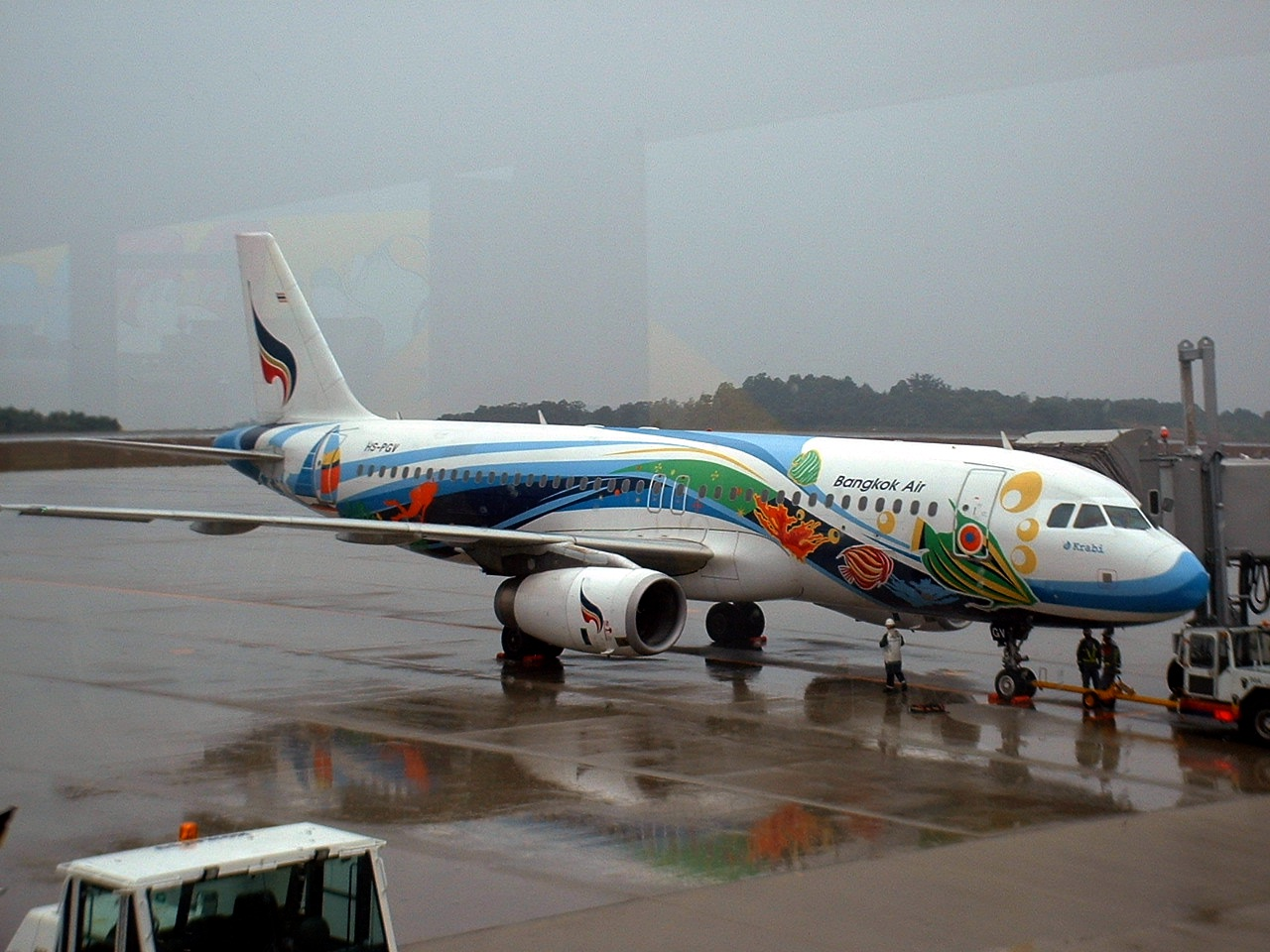
曼谷航空的空中巴士A320-232型停泊於廣島機場

| 航空公司                                  | 目的地                       |
| ----------------------------------------- | ---------------------------- |
| 日本航空（JL）                            | 札幌-新千歲、東京-羽田       |
| 全日本空輸（NH）                          | 札幌-新千歲、東京-羽田、沖繩 |
| 全日本空輸（NH） 由伊别克斯航空（FW）營運 | 仙台                         |
| 春秋航空日本（IJ）                        | 東京-成田                    |
| 中国国际航空（CA）                        | 北京-首都（經停大連）        |
| 中国東方航空（MU）                        | 上海-浦東                    |
| 香港快運航空（UO）                        | 香港                         |
| 中華航空（CI）                            | 臺北-桃園                    |
| 濟州航空（7C）                            | 首爾-仁川                    |
| 越捷航空（VJ）                            | 河內                         |

## 意外事件
- 2015年4月14日，韓亞航空OZ162班機（機型空中巴士A320-200，機身編號HL7762），執行韓國仁川飛往日本廣島，實施28跑道落地，飛機進場高度過低，撞上跑道前端儀表著陸系統的天線，最後停止於跑道旁邊的草地上。該機左機翼和左發動機嚴重受損，側起落架機輪也受損。機上共28名人員受傷。[2]

## 外部連結
- 廣島機場 （页面存档备份，存于）（日語）（英文）（简体中文）（繁體中文）